# Création de DVD Windows
Création de DVD Windows (Windows DVD Maker) est une application incluse dans les versions premium de Windows Vista qui permet de créer des DVD dans Windows. Il sert de supplément pour Windows Movie Maker.
Bien que Windows Movie Maker DVD authoring ait été déjà mis en place dans Windows XP Media Center Edition 2005, il requérait une application tierce pour graver le DVD. Windows DVD Maker est destiné à remplir cette mission, et c'est pourquoi elle possède une interface utilisateur des plus réduite. Cependant, des applications peuvent transmettre un fichier XML de configuration à DVD Maker, utilisant ainsi ses capacités d'encodage vidéo MPEG-2 et audio Dolby Digital pour répondre à leurs propres besoins.